# Félix Fuchs
Pour les articles homonymes, voir Fuchs.
Félix Fuchs, né le 25 janvier 1858 à Ixelles (Belgique) et mort le 23 février 1928 dans la même ville, est un avocat et haut fonctionnaire belge qui est le deuxième gouverneur général du Congo belge. 
Il occupe cette fonction du 20 mai 1912 au 5 janvier 1916. Précédemment, du 25 décembre 1902 au 4 mars 1904, et en 1907-1908, il avait déjà été en poste comme gouverneur général ad interim puis comme vice-gouverneur général, à la tête de ce qui était encore l'État indépendant du Congo.

## Biographie
Félix Fuchs est le deuxième fils de Louis Fuchs, architecte de jardin renommé d'origine prussienne. Il commence ses études de droit en 1876 à l'Université libre de Bruxelles et les termine en 1881 avec le titre de docteur en droit. Il devient avocat à la Cour d'appel de Bruxelles. Homme de lettres et d'art, il s'investit dans la revue du jeune barreau de Bruxelles Palais. Il envisage de présenter sa candidature à la fonction publique de l'État indépendant du Congo (futur Congo belge) et effectue un stage au ministère des Affaires étrangères. Il bénéficie de l'appui du conseiller du roi Léopold II, Auguste van Maldeghem.

### Premier poste au Congo
En janvier 1888, il obtient sa nomination au ministère des Colonies et part pour le Congo belge sur le bateau Lualaba. Cette première mission lui donne l'occasion de participer à la gestion locale au sein du Comité exécutif. En juillet 1889, malade, il doit revenir en Europe.

### Deuxième séjour
Il repart la même année (1889) et est nommé commissaire pour la délimitation de la frontière entre l'État indépendant du Congo et l'Angola. En 1891, à la suite du décès inopiné de Camille Coquilhat, Fuchs est appelé à la présidence du Comité exécutif de la colonie.
Il est amené a collaborer avec Théophile Wahis et en qualité de juriste complète le profil plutôt militaire de ce dernier. En 1892, il est élevé au rang de directeur général, puis en 1893 d'Inspecteur d'État. Pratiquement il est le second du vice-gouverneur et le remplace en cas d'absence. Gouverneur faisant fonction entre septembre 1892 et mai 1893, Fuchs est confronté à la situation délicate du fait que les campagnes de l'État indépendant du Congo contre les Arabo-Swahilis se transforment en guerre ouverte de 1892 à 1894. Il est plutôt favorable à la conciliation et la défensive alors que les militaires sur place dans le conflit cherchent une victoire sans concession et parmi ceux-ci Edouard Fivé. Fuchs doit alors faire face à l'inimitié des militaires Le Marinel, Francis Dhanis.

### Janvier 1894-octobre 1895
Après un congé en Belgique, Fuchs revient au Congo, fort du soutien de Edmond van Eetvelde, proche conseiller du roi Léopold II. Sa mission est de mener une mission sur la répression des abus commis par les fonctionnaires sur les populations locales. Mais celle-ci va être différée à la suite de l'affaire Stokes-Lothaire. Charles Stokes était un marchand britannique assez connu en Afrique orientale. Il est passé sommairement par les armes, sur ordre du capitaine Lothaire, pour avoir fourni des armes et des munitions aux arabes. L'État indépendant du Congo reconnaît sa responsabilité et dédommage la famille de Stokes, mais Lothaire n'en est pas moins acquitté et cela provoque l'indignation des opinions publiques allemandes et anglaises,. C'est Fuchs qui a été dépêché par Bruxelles en tant que juge d'appel dans le procès du capitaine Lothaire. C'est une affaire délicate où l'intérêt de l'État prédomine sur celui de la Justice. Fuchs va satisfaire l'État, Lothaire est acquitté, et mécontenter une partie de la magistrature.

### Premier magistrat de l'EIC, État indépendant du Congo
Les réformes qui suivent le procès vont faire de Fuchs le président de la Cour d'appel du Congo, le premier magistrat du Congo, de même rang qu'un vice-gouverneur. Il mène à ce titre deux missions d'inspection dans le Haut-Congo en avril-août 1897 et en 1900-1902. Du 25 décembre 1902 au 4 mars 1904, il porte le titre de gouverneur général ad interim, et d'avril 1907 à août 1908, il est vice-gouverneur général à la tête de ce qui est encore l'État indépendant du Congo.

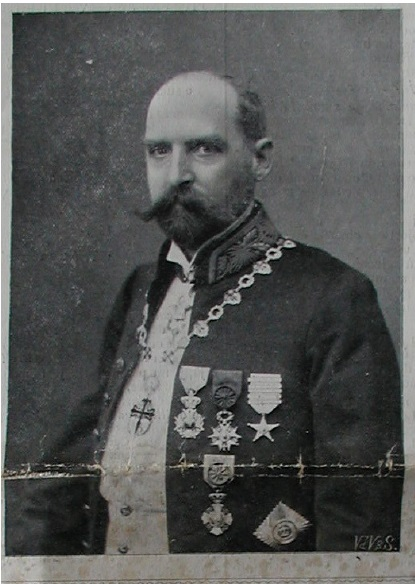
Fuchs, vice gouverneur général du Congo belge en 1914

### Le Congo belge et la Première Guerre mondiale
En novembre 1908, le roi Léopold II cède l'État indépendant du Congo à la Belgique. D'octobre 1909 à mai 1911, Fuchs est chargé du gouvernement local de la nouvelle colonie belge. Quand Théophile Wahis démissionne en 1912, il devient gouverneur général. C'est à ce titre qu'il est présent au Congo belge au début de la Première Guerre mondiale en août 1914. L'acte de la Conférence de Berlin de 1885 est toujours d'application et Fuchs doit veiller à préserver la neutralité et la libre circulation du Congo, qui ne sont pas remises en cause. Comme il est d'origine allemande, cela lui complique toutefois la tâche. Il refuse aux Allemands susceptible de porter les armes, le droit de quitter le territoire congolais. Mais l'entrée des troupes allemandes au Tanganyika met fin à la situation de paix armée. Le 19 août 1914, les Allemands violent la garantie de neutralité par une série d'attentats le long de la frontière orientale du Congo belge. Le 1er mars 1915, Fuchs est rappelé en Belgique et, en septembre, il doit donner sa démission. Il proteste mais se soumet. Cela lui permettra, au sortir de la guerre, d'être nommé au Conseil colonial qui assiste le ministère des colonies. C'est Eugène Henry qui lui succède, en janvier 1916, à la fonction de gouverneur général du Congo belge .

## Distinctions
- Commandeur de l'ordre de Léopold (Belgique).
- Commandeur de l'ordre de la Couronne (Belgique).
- Grand officier de l'ordre royal du Lion (Congo belge).
- Commandeur de l'ordre de l'Étoile africaine (Congo belge).
- Étoile de Service en or avec trois raies (État indépendant du Congo).
- Commandeur de la Légion d'honneur (France).
- Grand-croix de l'ordre de l'Étoile noire (France et Bénin).
- Officier de l'ordre de Saint-Jacques du Portugal.